# 奥巴鱼科
奥巴鱼科（学名：Obaichthyidae）是一类已灭绝的掠食性鱼类，与雀鳝科有关，其生存于白垩纪时期的南美洲和非洲。直到2010年，美国生物学家和古生物学家兰斯·格兰德（Lance Grande）在对巴西东北部桑塔纳组（Santana-Formation）出土的化石进行研究后，才对该科进行了描述。在桑塔纳组出土的化石中，即使是最微小的形态细节也可以通过形态学研究进行检测，检测结果表明，基群雀鳝总科与现生雀鳝科的差距可能比以往所假设的更大。随着奥巴鱼科的设立，雀鳝目不再只有一个科。

## 特征
奥巴鱼科的膜化颅骨（Dermatocranium）排列方式更加原始，这使得奥巴鱼科可以与雀鳝科相区别。与雀鳝科相比，奥巴鱼科拥有发育良好的间鳃盖骨（Interoperculare，位于鳃盖下部），还拥有一对位于外枕骨（枕骨部）间的额外骨骼。

## 下级分类
本科包括以下属：
- †奥巴鱼属 Obaichthys Wenz & Brito, 1992
  - †Obaichthys decoratus Wenz & Brito, 1992 (Santana-Formation)
  - †非洲奥巴鱼 Obaichthys africanus Grande, 2010
- †齿雀鳝属 Dentilepisosteus Grande, 2010
  - †光滑齿雀鳝 Dentilepisosteus laevis (Wenz & Brito, 1992)  (Santana-Formation)
  - †Dentilepisosteus kemkenensis Grande, 2010